# 台灣司法酷斯拉獎
台灣司法酷斯拉獎（Godzilla's Award），取法美國的「史特拉獎」（Stella Awards），接露台灣恐龍法官司法不公判決的社會團體。由前中華民國法務部檢察官評鑑委員會委員彭文正在2014年1月11日（司法節）發起，號召民眾評鑑過去1年裡最荒謬的起訴書及判決書，希望藉此警惕恐龍檢察官、恐龍法官，讓民眾權益獲得保障。

## 起源
司法判決不公有很多原因，或專業不足，或草率結案，或偏執剛愎，甚或收受賄賂，有錢判生無錢判死。小老百姓的冤屈無從平反，青春歲月甚至寶貴生命付諸東流。有鑑於司法長期受到偵查不公開原則的擴張解釋，黑幕重重，積重難反，該團體主張：「凡物放在陽光下和通風處，就不會腐敗。」
該團體由一群對司法改革和社會公平正義抱存希望的民間人士組成，取法乎美國的「史特拉獎」設立「酷斯拉獎」，希望集結民間的力量，監督司法濫權。

## 發起人
- 朱台翔（森林小學校長）
- 任秀妍（碩彥法律事務所律師）
- 沈芯菱（十大傑出青年）
- 李伸一（消基會創辦人）
- 吳進生（動腦雜誌發行人）
- 林仁博（艋舺扶輪社前社長）
- 林國明（中華民國律師公會全國聯合會理事長）
- 梁石安（宏錦建設總經理）
- 陳志龍（台灣財經刑法研究學會理事長）
- 陳彥希（台北律師公會理事長）
- 陳俊宏（建築師）
- 彭文正（台大新聞所教授）
- 黃旭田（元貞法律事務所律師）
- 謝銘洋（台大法律學院院長）

## 獎項
經由網友票選及專家票選每年選出以下獎項：
- 十大荒謬判決與起訴（起訴與不起訴）書
- 終身成〝咎〞獎：不限時效之最荒謬歷史判決若干名。